# Sublette (Kansas)
Sublette es una ciudad ubicada en el condado de Haskell en el estado estadounidense de Kansas. En el año 2010 tenía una población de 485 habitantes y una densidad poblacional de 605,42 personas por km².

## Geografía
Sublette se encuentra ubicada en las coordenadas 37°28′47″N 100°50′42″O / 37.47972, -100.84500 (37.479660, -100.845034).

## Demografía
Según la Oficina del Censo en 2000 los ingresos medios por hogar en la localidad eran de $40,161 y los ingresos medios por familia eran $43,167. Los hombres tenían unos ingresos medios de $33,611 frente a los $22,708 para las mujeres. La renta per cápita para la localidad era de $17,787. Alrededor del 12.1% de la población estaban por debajo del umbral de pobreza.